# Curtuișeni
Curtuișeni (węg. Érkörtvélyes) – wieś w Rumunii, w okręgu Bihor, w gminie Curtuișeni. W 2011 roku liczyła 2825 mieszkańców.